# بوبان يوفيتش
بوبان يوفيتش (بالسلوفينية: Boban Jović)‏ هو لاعب كرة قدم سلوفيني، ولد في 25 يونيو 1991 في تسليه في سلوفينيا. شارك مع منتخب سلوفينيا تحت 17 سنة لكرة القدم ومنتخب سلوفينيا تحت 21 سنة لكرة القدم. أما مع النوادي، فقد لعب مع فيسوا كراكوف ونادي أولمبيا ليوبليانا.

## مسيرته الكروية
لعب بوبان يوفيتش خلال مسيرته الاحترافية مع 5 أندية في اثنا عشر موسمًا وسجل خلالها 12 هدفًا ضمن 229 مباراة. ولم يفز بأي موسم بالكأس أو بالدوري.
خاض بوبان يوفيتش مسيرته مع NK Aluminij ‏ في موسم 2008–09 لمدة موسم واحد، مشاركًا في 10 مباريات سجل خلالها هدفًا واحدًا. ثم انتقل إلى نادي أولمبيا ليوبليانا في موسم 2009–10 ليلعب معه ستة مواسم، حيث شارك في 149 مباراة سجل خلالها 10 أهداف. لينتقل بعدها إلى نادي فيسوا كراكوف في موسم 2014–15 واستمر معه طيلة ثلاثة مواسم، مشاركًا في 61 مباراة سجل خلالها هدفًا واحدًا. ثم انتقل إلى نادي بورصة سبور في موسم 2016–17 لمدة موسم واحد، مشاركًا في 6 مباريات ولم يسجل أي هدف. هذا وانتقل لاحقًا إلى نادي شلوسك فروتسلاو في موسم 2017–18 لمدة موسم واحد، مشاركًا في 3 مباريات ولم يسجل أي هدف أيضًا.

## وصلات خارجية
- بوبان يوفيتش على موقع الاتحاد الأوربي (الإنجليزية)
- بوبان يوفيتش على موقع اتحاد تركيا (لاعب) (الإنجليزية)
- بوبان يوفيتش على موقع قاعدة بيانات كرة القدم.إي يو (الإنجليزية)
- بوبان يوفيتش على موقع ناشيونال فوتبول تيمز (الإنجليزية)
- بوبان يوفيتش على موقع Soccerway.com (الإنجليزية)
- بوبان يوفيتش على موقع عالم كرة القدم.نت (الإنجليزية)